# Kanton Pouilly-en-Auxois
Het kanton Pouilly-en-Auxois is een voormalig kanton van het Franse departement Côte-d'Or. Het kanton maakte deel uit van het arrondissement Beaune. Het kanton is op 22 maart 2015 opgeheven waarop de gemeenten werden opgenomen in het kanton Arnay-le-Duc.

## Gemeenten
Het kanton Pouilly-en-Auxois omvatte de volgende gemeenten:
- Arconcey
- Bellenot-sous-Pouilly
- Beurey-Bauguay
- Blancey
- Bouhey
- Chailly-sur-Armançon
- Châteauneuf
- Châtellenot
- Chazilly
- Civry-en-Montagne
- Commarin
- Créancey
- Éguilly
- Essey
- Maconge
- Marcilly-Ogny
- Martrois
- Meilly-sur-Rouvres
- Mont-Saint-Jean
- Pouilly-en-Auxois (hoofdplaats)
- Rouvres-sous-Meilly
- Sainte-Sabine
- Semarey
- Thoisy-le-Désert
- Vandenesse-en-Auxois